# Tim de Cler
Tim de Cler (Leiden, 1978. november 8.) holland válogatott labdarúgó.

## Pályafutása

### Klubkarrier

#### Lugdunum
Hatévesen csatlakozott az amatőr Lugdunumhoz. Középpályásként szerepelt tizenkét éves koráig. Ekkor az Ajaxhoz csatlakozott, annak ellenére, hogy Feyenoord-szurkoló volt.

#### Ajax
Az Ajaxban először a bal szélen szerepelt, de végül a védelem közepén kapott szerepet. A második csapatban volt alapember. Néha az első csapatban is játszott.
1998. április 23-án debütált a nagy csapatban a Willem II elleni 6-1-es győzelem alkalmával. Két nappal azután, hogy bemutatkozott a nagy csapatban, a második csapatban is pályára lépett, de a mérkőzésen eltörte a sípcsontját, amely négy hónapos kényszerpihenőre küldte. Ez időszak alatt az Ajax megnyerte a Eredivisiet és a holland kupát. A Holland-kupát 1999-ben ismét megnyerték, ez sokkal több örömöt szerzett számára, mint az előző. Ebben az évben kemény harc ment a kezdőbe kerülésért, olyan játékosokkal küzdött, mint Cristian Chivu, John O’Brien és Maxwell. Az ő utolsó évében a klub megnyerte Eredivisiet és a holland kupát.

#### Alkmaar
De Cler úgy döntött, hogy elhagyja az Ajaxot, és 2002 nyarán csatlakozott az AZ-hoz. Az első szezonban a 10. helyet szerezték meg, de a dolgok megváltoztak, amikor Co Adriaanset nevezték ki az új igazgatónak 2003-ban. Adriaansevel majdnem biztosították magukat az európai kupaszereplést jelentő helyre az első szezonban. 2005-ben váratlanul az UEFA-kupa elődöntőjébe kerültek, a Sporting Lisbon állította meg őket. A 2006–2007-es, utolsó itteni szezonjában a holland bajnokságban a 3. helyen végeztek, és a holland kupában döntőt játszottak az Ajaxszal (ez utóbbiak tizenegyespárbajban nyertek).

#### Feyenoord
2007-ben a PSV és a Feyenoord is érdeklődött iránta, végül a Feyenoord lett a befutó. Ekkor érkezett a klubhoz Roy Makaay, Giovanni van Bronckhorst és Kevin Hofland, a vezetőedző pedig Bert van Marwijk lett.

#### Larnaca
2011. június 30-án kétéves szerződést kötött a ciprusi csapattal, a klub edzője Jordi Cruyff.

### Válogatott
Tagja volt a holland nemzeti csapatnak. Marco van Basten ideje alatt alapember volt a válogatottban. Részt vett a 2006-os labdarúgó-világbajnokságon és a 2008-as Európa-bajnokságon.

## Statisztika
| Teljesítmény klubjában | Teljesítmény klubjában | Teljesítmény klubjában | Bajnokság | Bajnokság | Kupa     | Kupa     | Nemzetközi | Nemzetközi | Összesen | Összesen |
| Szezon                 | Klub                   | Bajnokság              | Mérk.     | Gól       | Mérk.    | Gól      | Mérk.      | Gól        | Mérk.    | Gól      |
| Hollandia              | Hollandia              | Hollandia              | Bajnokság | Bajnokság | KNVB Cup | KNVB Cup | Európa     | Európa     | Összesen | Összesen |
| ---------------------- | ---------------------- | ---------------------- | --------- | --------- | -------- | -------- | ---------- | ---------- | -------- | -------- |
| 1997–98                | Ajax                   | Eredivisie             | 1         | 0         | 0        | 0        | 0          | 0          | 1        | 0        |
| 1998–99                | Ajax                   | Eredivisie             | 12        | 0         | 0        | 0        | 0          | 0          | 12       | 0        |
| 1999-00                | Ajax                   | Eredivisie             | 21        | 0         | 0        | 0        | 0          | 0          | 21       | 0        |
| 2000–01                | Ajax                   | Eredivisie             | 25        | 2         | 0        | 0        | 0          | 0          | 25       | 2        |
| 2001–02                | Ajax                   | Eredivisie             | 16        | 0         | 0        | 0        | 0          | 0          | 16       | 0        |
| 2002–03                | AZ                     | Eredivisie             | 30        | 2         | 0        | 0        | 0          | 0          | 30       | 2        |
| 2003–04                | AZ                     | Eredivisie             | 33        | 0         | 0        | 0        | 0          | 0          | 33       | 0        |
| 2004–05                | AZ                     | Eredivisie             | 32        | 1         | 0        | 0        | 12         | 0          | 44       | 1        |
| 2005–06                | AZ                     | Eredivisie             | 30        | 0         | 0        | 0        | 7          | 0          | 37       | 0        |
| 2006–07                | AZ                     | Eredivisie             | 32        | 1         | 0        | 0        | 11         | 0          | 43       | 1        |
| 2007–08                | Feyenoord              | Eredivisie             | 32        | 1         | 0        | 0        | 0          | 0          | 32       | 1        |
| 2008–09                | Feyenoord              | Eredivisie             | 19        | 0         | 2        | 0        | 5          | 0          | 26       | 0        |
| 2009–10                | Feyenoord              | Eredivisie             | 7         | 0         | 3        | 0        | 0          | 0          | 10       | 0        |
| 2010–11                | Feyenoord              | Eredivisie             | 29        | 0         | 1        | 0        | 2          | 0          | 32       | 0        |
| Összesen               | Hollandia              | Hollandia              | 319       | 7         | 6        | 0        | 37         | 0          | 362      | 7        |
| Karrierje összesen     | Karrierje összesen     | Karrierje összesen     | 319       | 7         | 6        | 0        | 37         | 0          | 362      | 7        |

Utolsó mérkőzést 2011. június 30-án játszotta

## Sikerei, díjai
- Ajax
  - Holland bajnok: 1997–98, 2001–02
  - Holland kupa: 1998–99, 2001–02
- Feyenoord
  - Holland kupa: 2007–08